# John Atcherley Dew
John Atcherley Dew (sinh 1948) là một Hồng y người New Zealand của Giáo hội Công giáo Rôma. Ông hiện đang đảm nhận vị trí như Giám quản Tông Tòa Giáo phận Palmerston North, Tổng Tuyên Úy Quân đội New Zealand và Chủ tịch Hội đồng Giám mục New Zealand. Trước đó, ông còn kiêm nhiệm vị trí Chủ tịch Liên Hội đồng Giám mục Châu Đại Dương, Tổng giám mục chính tòa Tổng giáo phận Wellington.

## Thời kì linh mục
Hồng y Dew sinh ngày 5 tháng 5 năm 1948 tại Waipawa, New Zealand. Sau quá trình tu học, ngày 9 tháng 5 năm 1976, ông được thụ phong linh mục cho Tổng giáo phận Wellington, bởi Reginald John Delargey, Tổng giám mục của Giáo phận. Sau khi thụ phong, ông bắt đầu thực hiện các công việc mục vụ. Năm 1980, ông đi du lịch đến quần đảo Cook với công tác tương tự như một nhà truyền giáo, làm việc trong cộng đồng Maori. Ở đó ông đã được xem như là linh mục giáo xứ và là người đứng đầu Ủy ban Giới trẻ Tổng giáo phận. Năm 1988, ông được bổ nhiệm làm giám đốc đào tạo tại Trường Cao đẳng Holy Cross ở Mosgiel. Trong khoảng thời gian từ năm 1991 đến năm 1993, ông nghiên cứu tâm linh tại Viện St. Anselm ở Kent, Anh Quốc. Khi nhận được bằng tốt nghiệp, ông ở lại Anh và bắt đầu phục vụ với vai trò tương tự linh mục giáo xứ ở Newtown.

## Giám mục
Ngày 1 tháng 4 năm 1995, Tòa Thánh công bố việc tuyển chọn linh mục John Atcherley Dew làm Giám mục Hiệu tòa Privata, chức vị Giám mục Phụ tá Tổng giáo phận Wellington. Lễ tấn phong cho tân giám mục được cử hành sau đó vào ngày 31 tháng 5 cùng năm, bởi các vị chủ sự nghi thức gồm: Hồng y - Tổng giám mục Wellington Thomas Stafford Williams làm chủ phong; hai vị phụ phong gồm Denis George Browne, Giám mục Giáo phận Hamilton in New Zealand và Peter James Cullinane, Giám mục từ Giáo phận Palmerston North. Tân giám mục chọn khẩu hiệu:Peace through integrity.

## Tổng giám mục, thăng Hồng y
Ngày 24 tháng 5 năm 2004, Tòa Thánh loan báo tin về việc thăng Giám mục Dew trở thành Tổng giám mục Phó Wellington, với quyền kế vị. Ngày 21 tháng 3 năm 2005, ông kế vị trở thành Tổng giám mục chính tòa. Kể từ ngày 1 tháng 4 năm 2005, ông kiêm thêm nhiệm vụ Tuyên úy Quân đội New Zealand. Ngoài các nhiệm vụ trên, từ tháng 9 năm 2009 đến nay, ông là Chủ tịch Hội đồng Giám mục New Zealand. Từ tháng 4 năm 2011 đến tháng 5 năm 2014, ông còn kiêm nhiệm vị trí Chủ tịch Liên Hội đồng Giám mục Châu Đại Dương. Tổng giám mục Dew là một nghị phụ tham dự Thượng Hội đồng Giám mục Ngoại thường lần thứ III  tổ chức vào tháng 10 năm 2014 về Thách thức Mục vụ của Gia đình trong bối cảnh Phúc Âm hóa.
Trong Công nghị Hồng y 2015 được cử hành ngày 14 tháng 2, Giáo hoàng Phanxicô vinh thăng Tổng giám mục Dew tước vị Hồng y Nhà thờ Sant’Ippolito. Ngày 29 tháng 11 sau đó, ông đã đến nhận ngai tòa Hồng y Nhà thờ này. Với cương vị Hồng y, ông đã tham dự Đại hội đồng Giám mục lần thứ XIV về Ơn gọi và Sứ mệnh của gia đình trong Giáo hội và Thế giới Đương đại tổ chức tháng 10 năm 2015.
Ngày 6 tháng 5 năm 2023, Tòa Thánh chấp thuận cho Hồng y Dew từ nhiệm Tổng giám mục Tổng giáo phận Wellington.